# Aerial
Aerial — восьмой двойной студийный альбом британской певицы Кейт Буш. Был выпущен лейблом EMI Records в 2005 году. В 2018 году был выпущен ремастер альбома.

## История
Британская певица Кейт Буш издала свой седьмой альбом The Red Shoes в 1993 году и с тех пор редко появлялась на публике. Журналисты британской газеты The Independent Женевьев Роберт и Луиза Рейнолдс в преддверии выхода альбома рассказали о слухах вокруг грядущего альбома, которые возникли за несколько лет до его выхода. Слухи подтвердились в декабре 2004 года, когда Буш рассказала, что вместе с композитором Майклом Кэйменом работала в студии Эбби-Роуд, принадлежащей лейблу EMI Records, с которым в течение своей карьеры работала певица.
27 сентября 2005 года для скачивания в Северной Америке стал доступен сингл Кейт Буш King of the Mountain, который войдёт в альбом. 24 октября он стал доступен для покупки.
Aerial был выпущен в 2005 году. Позже, в 2018 году была выпущена ремастер-версия альбома с отмикшированными дорожками и некоторыми изменениями в песнях.

## Стиль и темы
Альбом разделён на две части — «A Sea of Honey» и «A Sky of Honey». Музыкальная пресса видит вторую половину — «A Sky of Honey» — более экспериментальной. Она начинается и заканчивается звуками птиц и деревьев. Из-за акцента на природу Джейсон Коули из The Guardian называет эту часть «музыкой языческого экстаза».
Британская энциклопедия называет основными темами песен Aerial «домашний уют и природа».

## Восприятие
| Оценки критиков | Оценки критиков |
| Источник        | Оценка          |
| --------------- | --------------- |
| Pitchfork       | 6,4/10          |
| The Guardian    | [ 5 ]           |

По мнению обозревателя газеты The Observer Катрин Эмпайр, звук Aerial «устарел» и «не изменился с 1980-х». Ей также показались «неловкими» латиноамериканские мотивы пластинки. Доминик Леон из Pitchfork также отметил, что звук может казаться «устаревшим». Рассуждая о нём, он сказал, что звук следует «канону» автора и не стремится поразить слушателя чем-то новым.